# Direito processual
Direito processual (também conhecido como direito formal ou direito adjetivo) é, segundo diversos autores, aquele que trata do processo, ou seja, sequência de atos destinados a um fim, que vem a ser aquele identificado com o da jurisdição. É ramo jurídico do direito público; reúne os princípios e normas que dispõem sobre a jurisdição, que é o exercício da função típica do poder judiciário.

## Conceitos do direito processual

### Jurisdição
Função do Estado de atuar a vontade do Direito Objetivo em um caso concreto. Trata-se de uma das três funções classicamente atribuídas ao Estado (ao lado da função legislativa e da administrativa). Essa função é inerte, ou seja, só é exercida mediante provocação da parte interessada. Além disso, é uma função substitutiva, ou seja, é uma função que o Estado exerce em substituição à atividade que deveria ter sido exercida pelos sujeitos da relação jurídica de direito material, buscando produzir um resultado prático equivalente ao que se produziria se o direito subjetivo tivesse sido espontaneamente realizado. É, também, uma função declaratória de direito, o que significa que a jurisdição não cria direitos subjetivos, mas realiza direitos preexistentes.
A jurisdição é uma função atribuída quase que exclusivamente ao Poder Judiciário. As exceções, no Direito Brasileiro, estão nas seguintes atribuições:
- Decisão, por parte das autoridades do Executivo, de questões que envolvam discordâncias entre pessoas com interesses diversos (administração judicante).
- A órgãos do Poder Legislativo,  em alguns casos em que se julga uma autoridade pública pela prática de crime de responsabilidade, tratando-se de atuação político-administrativa assemelhada à jurisdição.

Existem dois tipos:
- Voluntária: É aquela em que se postula em juízo a integração (isto é, a atribuição de validade e eficácia) de um negócio jurídico de direito privado, sem que haja litígio entre os interessados. Ex: Procedimento de separação consensual.
- Contenciosa (não voluntária): Nesta, quase sempre existe um litígio. De todo modo, é possível haver jurisdição contenciosa (não voluntária) mesmo sem conflito, o que se dá, por exemplo, nas chamadas "demandas necessárias", assim compreendidas aquelas hipóteses em que se está diante de um direito cuja realização depende, sempre, da atuação do Poder Judiciário, ainda que não haja resistência à pretensão de seu titular, como se dá no reconhecimento de aquisição da propriedade por usucapião. Será contenciosa a jurisdição sempre que não for voluntária, definindo-se seu campo de abrangência por exclusão. Ex: Divórcio Litigioso.

### Competência
Se faz importante não confundir os conceitos de jurisdição e competência.
A jurisdição é um poder estatal uno, que não pode ser fragmentado. Cada juízo está plenamente investido dela. Ocorre, no entanto, a divisão do exercício da jurisdição. Fato que torna cada órgão jurisdicional apto a julgar dentro de determinados limites. Limites estes que podem variar por exemplo, quanto à matéria. Definida a competência internacional de determinado Estado Soberano (isto é, definido que se está diante de um caso em que aquele Estado exercerá jurisdição), será sempre preciso determinar-se qual o juízo que tem competência para conhecer da causa. No direito processual civil brasileiro define-se a competência por três critérios: objetivo (que leva em conta o valor da causa e a matéria), funcional e territorial.

### Princípio do duplo grau de jurisdição
Assegura o direito de reexame das decisões por um órgão jurisdicional diferente daquele que proferiu a decisão, o que se faz através da apreciação de recurso interposto por uma das partes ou por um terceiro interessado ou, ainda, independentemente de recurso, nos casos em que a sentença se submete a reexame necessário por força de lei.

### Ação
O conceito de Ação é definido, por alguns autores, como poder jurídico de provocar o exercício da jurisdição, atribuído a todas as pessoas. A ação existe mesmo que seu titular não tenha razão, daí dizer-se que é um poder jurídico autônomo (em relação ao direito que se quer proteger) e abstrato. A ação é exercida ao longo de todo o processo, sempre que algum dos sujeitos parciais do processo nele ocupa uma posição jurídica ativa, buscando obter resultado processual que lhe seja favorável.

#### Condições da Ação
- Legitimidade das partes: aptidão para ocupar, em um certo caso concreto, a posição de demandante ou demandado.
- Interesse processual ou interesse de agir: utilidade da tutela jurisdicional postulada.
- Possibilidade jurídica: exigência de que se vá a juízo em busca de algo que não seja expressamente vedado pelo ordenamento jurídico.

### Processo
Processo é definido como Entidade jurídica complexa, que pode ser definida como o procedimento, desenvolvido em contraditório, que é animado por uma relação jurídica processual. Todo processo tem um elemento intrínseco, consistente em uma relação jurídica (a relação processual), de direito público, que tem como sujeitos o Estado-Juiz e as partes. Tal relação cria, para seus sujeitos, poderes, deveres, faculdades, ônus e sujeições. Ao fazer atuar essas posições jurídicas, os sujeitos do processo praticam atos que, encadeados, compõem o elemento extrínseco do processo: o procedimento.

### Autos
Reunião dos documentos que preservam a memória dos atos de um processo. Pode ser impressa ou digital (exemplos: autos de papel ou autos eletrônicos).

### Procedimento
Elemento extrínseco do processo. É uma sequência ordenada de atos, dirigidos à produção de um resultado predeterminado, a tutela jurisdicional. Pode ser comum ou especial.

### Campos epistemológicos
O processo, enquanto abstração, divide-se, segundo a teoria tradicional, em três campos epistemológicos: processo, ação e mérito.